# Nkosi II de Suazilandia

## Biografía
Nkosi II fue un rey de Suazilandia. Nacido en 1580 y fallecido en 1640.

Es el antecesor común de las tribus de los Mamaba y de los Hlubi, así como de los Matiwane Ngwane.
| Predecesor: Dlamini II | Rey de Suazilandia 1600-1640 | Sucesor: Mavuso I |

- Datos: Q6043583